# Christian Kracht
Christian Kracht (ur. 29 grudnia 1966 w Saanen w Szwajcarii) – szwajcarski pisarz, dziennikarz, podróżnik, absolwent międzynarodowych szkół w Niemczech, Kanadzie i Stanach Zjednoczonych. Pracował jako korespondent tygodnika „Der Spiegel” w Indiach, mieszkał w Bangkoku, przemierzył wzdłuż i wszerz kontynent azjatycki, pisał reportaże, w latach 2004–2006 wydawał z Eckhartem Nicklem w nepalskim Katmandu czasopismo „Der Freund” („Przyjaciel”), w latach 2006–2008 był felietonistą dziennika „Frankfurter Allgemeine Zeitung”, po krótkim pobycie w Monachium przeniósł się z żoną, reżyserką Frauke Finsterwalder, do Buenos Aires (2008), gdzie żyje do dziś.

## Twórczość
- Faserland (powieść), 1995
- Ferien für immer. Die angenehmsten Orte der Welt (proza podróżnicza; wraz z Eckhartem Nicklem), 1998
- Mesopotamia. Ernste Geschichten am Ende des Jahrtausends. Anthologie junger Prosa (antologia), 1999
- Tristesse Royale. Das popkulturelle Quintett, 1999
- Der gelbe Bleistift (relacje z podróży), 2000
- 1979 (powieść), 2001
- New Wave, 2006
- Die Totale Erinnerung. Kim Jong Ils Nordkorea (wraz z Evą Munz i Lukasem Nikolem), 2006
- Metan (wraz z Ingo Niermannem), 2007
- Ich werde hier sein im Sonnenschein und im Schatten (powieść), 2008; polskie wydanie: Tu będę w słońcu i cieniu, przełożyła z j. niem. Dorota Stroińska, Wydawnictwo FA-art, Katowice 2011[1]
- Gebrauchsanweisung für Kathmandu und Nepal (wraz z Eckhartem Nicklem), 2009
- Five Years: Briefwechsel 2004-2009. Band 1: 2004-2007, 2011
- Imperium (powieść), 2012
- Die Toten (powieść), 2016